# Tim Tszyu
Tim Tszyu est un boxeur australien né le 2 novembre 1994 à Sydney. Il est le fils de Kostya Tszyu.

## Carrière
Passé professionnel en 2016, il remporte le titre de champion du monde des poids super-welters WBO le 15 octobre 2023 en battant aux points Brian Mendoza. Tszyu est en revanche battu dès le combat suivant par l'américain Sebastian Fundora le 30 mars 2024 puis par Bakhram Murtazaliev, champion IBF de la catégorie, le 19 octobre suivant. Il s'incline à nouveau face à Fundora le 19 juillet 2025.